# Heideeck (Schönewalde)
Heideeck war eine von 1998 bis 2001 existierende kurzlebige Gemeinde im Amt Schönewalde (Landkreis Elbe-Elster, Brandenburg). Sie war ein Zusammenschluss der drei ursprünglich selbständigen Gemeinden Ahlsdorf, Brandis und Stolzenhain. 2001 schloss sie sich mit drei anderen Gemeinden zur Stadt Schönewalde zusammen und wurde aufgelöst. Sie hatte Ende 2000 919 Einwohner.

## Geographische Lage
Die Gemeinde Heideeck lag im Westen des heutigen Gemeindegebietes der Stadt Schönewalde. Sie grenzte im Norden und Osten an die Gemeinde Niederer Fläming (mit den Ortsteilen Welsickendorf, Gräfendorf, Reinsdorf, Wiepersdorf, Kossin, Weißen und Bärwalde), im Süden an die Stadt Schönewalde und die Gemeinden Grassau und Berndorf (alle drei Amt Schönewalde) sowie über eine kurze Distanz an die Gemeinde Arnsnesta (Amt Herzberg (Elster)).

## Geschichte
1992 schlossen sich die Gemeinden Ahlsdorf, Brandis und Stolzenhain zusammen mit acht anderen Gemeinden zum Amt Schönewalde zusammen. Am 31. Dezember 1998 bildeten die Gemeinden Ahlsdorf, Brandis und Stolzenhain die neue Gemeinde Heideeck innerhalb des Amtes Schönewalde. Zum 31. Dezember 2001 schlossen sich die Gemeinden Heideeck, Themesgrund, Wildberg und die Stadt Schönewalde zur neuen Stadt Schönewalde zusammen. Das Amt Schönewalde wurde ebenfalls zum 31. Dezember 2001 aufgelöst, die Stadt Schönewalde amtsfrei. Die Gemeinde Heideeck wurde wieder aufgelöst. Die drei beteiligten Gemeinden sind heute Ortsteile der Stadt Schönewalde.

## Bürgermeister
In der kurzen Zeit des Bestehens der Gemeinde Heideeck war Jürgen Riethdorf ehrenamtlicher Bürgermeister. 

## Belege
1. ↑  Landesbetrieb für Datenverarbeitung und Statistik Land Brandenburg Historisches Gemeindeverzeichnis des Landes Brandenburg 1875 bis 2005 19.4 Landkreis Elbe-Elster PDF
2. ↑  Bildung des Amtes Schönewalde. Bekanntmachung des Ministers des Innern vom 26. August 1992. Amtsblatt für Brandenburg - Gemeinsames Ministerialblatt für das Land Brandenburg, 3. Jahrgang, Nummer 91, 30. November 1992, S. 2066.
3. ↑  Bildung der neuen Gemeinde Heideeck. Bekanntmachung des Ministeriums des Innern vom 21. Dezember 1998. Amtsblatt für Brandenburg - Gemeinsames Ministerialblatt für das Land Brandenburg, 10. Jahrgang, Nummer 5, 9. Februar 1999, S. 71.
4. ↑  Bildung einer neuen Stadt Schönewalde. Bekanntmachung des Ministeriums des Innern vom 13. November 2001. Amtsblatt für Brandenburg Gemeinsames Ministerialblatt für das Land Brandenburg, 12. Jahrgang, 2001, Nummer 49, Potsdam, den 5. Dezember 2001, S. 831/2 PDF
5. ↑  Hauptsatzung der Stadt Schönewalde vom 29. Juni 2016 DOC-Datei (Seite nicht mehr abrufbar, festgestellt im Mai 2023. Suche in Webarchiven)
6. ↑  Neujahrsempfang 10. Januar 2012 (zum 10-jährigen Gründungsjubiläum der amtsfreien Stadt Schönewalde) PDF (Memento vom 1. Dezember 2015 im Internet Archive)